# Brad Greenberg
Brad Howard Greenberg (n. 24 de febrero de 1954) es un entrenador de baloncesto estadounidense nacido en Plainview (Nueva York). Es asistente de la Selección de baloncesto de Canadá.

## Trayectoria
Greenberg tiene una larga experiencia como entrenador en Israel y en la NCAA, además de haber sido asistente en la NBA. También sería seleccionador de Venezuela y dirigiría a los Bucaneros de La Guaira.
En la temporada 2012-13, Greenberg consigue el título de liga israelí con el Maccabi Haifa. Tras lograr el título de liga, firmaría durante tres temporadas con el Hapoel Midgal Jerusalén pero solo sería una temporada su entrenador, para posteriormente marcharse a la liga turca.
En 2015 el Avtodor Saratov llega a un acuerdo con el técnico americano procedente del Eskisehir Basket, de la liga turca.
En 2016, volvería al Eskisehir Basket de la primera división Turca.
En la temporada 2017-18, firmaría como seleccionador de Kosovo y volvería a Israel para entrenar al Maccabi Ashdod al que dirigiría durante tres temporadas. 
En 2019, se convierte en técnico asistente de Nick Nurse en la Selección de baloncesto de Canadá.
En verano de 2020, tras no lograr mantener la categoría con el Maccabi Ashdod, firma por el Ironi Nes Ziona B.C. de la Ligat Winner al que dirige durante la temporada 2020-21.
En 2021, firma por los Mets de Guaynabo de la Baloncesto Superior Nacional.

## Clubes
- 1977–1978 American Eagles  (Asistente)
- 1978–1984 Saint Joseph's Hawks (Asistente)
- 1984-1985 Los Angeles Clippers (Asistente)
- 1986 New York Knicks (Asistente)
- 2003–2004 Virginia Tech Hokies (Asistente)
- 2004–2007 Virginia Tech
- 2007–2011 Radford Highlanders
- 2012 Selección de baloncesto de Venezuela (Asistente)
- 2012 Bucaneros de La Guaira
- 2012–2013 Maccabi Haifa
- 2013–2014 Hapoel Jerusalem
- 2014–2015 Eskişehir Basket
- 2015 Avtodor Saratov
- 2016–2017 Eskişehir Basket
- 2017–2018 Selección de baloncesto de Kosovo
- 2017–2020 Maccabi Ashdod
- 2019–presente Selección de baloncesto de Canadá (Asistente)
- 2020–2021 Ironi Nes Ziona B.C.
- 2022 Mets de Guaynabo
- 2023 RSW Liège Basket[5]

## Palmarés
- Campeón y entrenador del año de la Ligat Winner (2013)
- Campeón de la Big South Conference (2009)
- Big South Conference (2009)
- 2× East Coast Conference (Division I)(1981, 1982)
- East Coast Conference (Division I) (1980)